# James Jeans
James Hopwood Jeans (Ormskirk, 11 september 1877 – Dorking, 16 september 1946) was een Brits natuurkundige, astronoom en wiskundige die onder andere bekend werd door de mede naar hem genoemde wet van Rayleigh-Jeans en de Jeans-instabiliteit.